# Elezioni comunali in Trentino-Alto Adige del 2025
Le elezioni amministrative in Trentino-Alto Adige del 2025 si sono tenute il 4 maggio, con turni di ballottaggio il 18 maggio, per il rinnovo di 265 consigli comunali. Il ballottaggio è previsto nel caso in cui il candidato sindaco più votato al primo turno non superi il 50%+1 dei voti nei comuni con popolazione superiore ai 3.000 abitanti nella provincia autonoma di Trento o a 15.000 abitanti nella provincia autonoma di Bolzano.
Complessivamente, sono andati al voto 265 comuni (154 nella provincia autonoma di Trento e 111 nella provincia autonoma di Bolzano), di cui 38 comuni superiori (3 comuni altoatesini e 35 trentini).

## Riepilogo dei sindaci eletti
Coalizione di centro-destra
     Coalizione di centro-sinistra
     Liste civiche
     Liste civiche di centro-destra
     Liste civiche di centro-sinistra
     Liste civiche di centro
     Partito Autonomista Trentino Tirolese
     Südtiroler Volkspartei
     Sinistra
| Provincia | Comune                            | Sindaco uscente | Sindaco uscente          | Sindaco eletto | Sindaco eletto           | Primo turno | Primo turno | Secondo turno | Secondo turno | Seggi   |
| Provincia | Comune                            | Sindaco uscente | Sindaco uscente          | Sindaco eletto | Sindaco eletto           | Voti        | %           | Voti          | %             | Seggi   |
| --------- | --------------------------------- | --------------- | ------------------------ | -------------- | ------------------------ | ----------- | ----------- | ------------- | ------------- | ------- |
| Bolzano   | Bolzano                           |                 | Renzo Caramaschi         |                | Claudio Corrarati        | 15.024      | 35,25%      | 17.486        | 51,04%        | 17 / 45 |
| Bolzano   | Brunico                           |                 | Roland Griessmair        |                | Bruno Wolf               | 3.712       | 51,38%      | —             | —             | 14 / 27 |
| Bolzano   | Merano                            |                 | Dario Dal Medico         |                | Katharina Johanna Zeller | 5.005       | 33%         | 7.266         | 57,40%        | 12 / 36 |
| Trento    | Aldeno                            |                 | Alida Cramerotti         |                | Alida Cramerotti         | 1359        | 100%        | —             | —             | 18 / 18 |
| Trento    | Altopiano della Vigolana          |                 | Paolo Zanlucchi          |                | Armando Tamanini         | 1149        | 54,45%      | —             | —             | 12 / 18 |
| Trento    | Arco                              |                 | Alessandro Betta         |                | Arianna Fiorio           | 3045        | 35,57%      | 4459          | 62,59%        | 15 / 22 |
| Trento    | Avio                              |                 | Ivano Fracchetti         |                | Ivano Fracchetti         | 1136        | 47,89%      | 1258          | 63,83%        | 12 / 18 |
| Trento    | Baselga di Pinè                   |                 | Alessandro Santuari      |                | Alessandro Santuari      | 1149        | 54,45%      | —             | —             | 18 / 18 |
| Trento    | Borgo Valsugana                   |                 | Enrico Galvan            |                | Ferrai Martina           | 1561        | 41,21%      | 2141          | 61,05%        | 12 / 18 |
| Trento    | Brentonico                        |                 | Dante Dossi              |                | Mauro Tonolli            | 1210        | 53,00%      | —             | —             | 12 / 18 |
| Trento    | Castel Ivano                      |                 | Alberto Vesco            |                | Alberto Vesco            | 1239        | 63,57%      | —             | —             | 12 / 18 |
| Trento    | Cavalese                          |                 | Sergio Finato            |                | Carlo Betta              | 968         | 50,00%      | 1003          | 50,28%        | 12 / 18 |
| Trento    | Cavedine                          |                 | David Angeli             |                | David Angeli             | 1431        | 82,34%      | —             | —             | 12 / 18 |
| Trento    | Civezzano                         |                 | Katia Fortarel           |                | Paolo Betti              | 1287        | 54,91%      | —             | —             | 12 / 18 |
| Trento    | Cles                              |                 | Mucchi Ruggero           |                | Stella Menapace          | 1657        | 41,48%      | 1828          | 50,98%        | 12 / 18 |
| Trento    | Dro                               |                 | Claudio Mimiola          |                | Ginetta Santoni          | 1476        | 58,22%      | —             | —             | 12 / 18 |
| Trento    | Folgaria                          |                 | Michael Rech             |                | Michael Rech             | 1011        | 100%        | —             | —             | 18 / 18 |
| Trento    | Lavis                             |                 | Andrea Brugnara          |                | Luca Paolazzi            | 3254        | 79,99%      | —             | —             | 13 / 18 |
| Trento    | Ledro                             |                 | Renato Girardi           |                | Claudio Oliari           | 1795        | 57,75%      | —             | —             | 12 / 18 |
| Trento    | Levico Terme                      |                 | Gianni Beretta           |                | Gianni Beretta           | 2510        | 65,66%      | —             | —             | 13 / 18 |
| Trento    | Mezzocorona                       |                 | Mattia Hauser            |                | Mattia Hauser            | 2419        | 100%        | —             | —             | 18 / 18 |
| Trento    | Mori                              |                 | Stefano Barozzi          |                | Nicola Mazzucchi         | 1829        | 38,46%      | 2196          | 50,17%        | 15 / 22 |
| Trento    | Novella                           |                 | Donato Preti             |                | Silvano Dominici         | 1028        | 47,44%      | 1131          | 52,70%        | 12 / 18 |
| Trento    | Pergine Valsugana                 |                 | Roberto Oss Emer         |                | Marco Morelli            | 440         | 43,45%      | 4541          | 50,23%        | 15 / 22 |
| Trento    | Pinzolo                           |                 | Michele Cereghini        |                | Michele Cereghini        | 1597        | 89,12%      | —             | —             | 13 / 18 |
| Trento    | Predaia                           |                 | Giuliana Cova            |                | Giuliana Cova            | 2454        | 100%        | —             | —             | 18 / 18 |
| Trento    | Primiero San Martino di Castrozza |                 | Daniele Depaoli          |                | Daniele Depaoli          | 1877        | 63,28%      | —             | —             | 12 / 18 |
| Trento    | Riva del Garda                    |                 | Cristina Santi           |                | Alessio Zanoni           | 3852        | 48,75%      | 3868          | 60,89%        | 15 / 22 |
| Trento    | San Giovanni di Fassa             |                 | Giulio Florian           |                | Giulio Florian           | 1250        | 100%        | —             | —             | 18 / 18 |
| Trento    | San Michele all'Adige             |                 | Clelia Sandri            |                | Alessandro Ziglio        | 1136        | 57,14%      | —             | —             | 18 / 18 |
| Trento    | Storo                             |                 | Nicola Zontini           |                | Nicola Zontini           | 1802        | 100%        | —             | —             | 12 / 18 |
| Trento    | Terre d'Adige                     |                 | Renato Tasin             |                | Fabio Bonadiman          | 1114        | 65,53%      | —             | —             | 12 / 18 |
| Trento    | Tione di Trento                   |                 | Eugenio Antolini         |                | Eugenio Antolini         | 1489        | 75,81%      | —             | —             | 13 / 18 |
| Trento    | Trento                            |                 | Franco Ianeselli         |                | Franco Ianeselli         | 27.201      | 54,65%      | —             | —             | 25 / 40 |
| Trento    | Vallelaghi                        |                 | Lorenzo Miori            |                | Lorenzo Miori            | 1646        | 58,10%      | —             | —             | 12 / 18 |
| Trento    | Villa Lagarina                    |                 | Julka Giordani           |                | Julka Giordani           | 1107        | 54,26%      | —             | —             | 12 / 18 |
| Trento    | Ville d'Anaunia                   |                 | Samuel Valentini         |                | Fausto Pallaver          | 906         | 33,07%      | 1227          | 50,56%        | 12 / 18 |
| Trento    | Volano                            |                 | Maria Alessandra Furlini |                | Emanuele Volani          | 777         | 45,04%      | 829           | 53,35%        | 12 / 18 |

## Provincia autonoma di Bolzano

### Bolzano
| Candidati                                                       | Candidati                    | II turno             | II turno          | I turno | I turno | Liste                          | Voti   | %     | Seggi |
| Candidati                                                       | Candidati                    | Voti                 | %                 | Voti    | %       | Liste                          | Voti   | %     | Seggi |
| --------------------------------------------------------------- | ---------------------------- | -------------------- | ----------------- | ------- | ------- | ------------------------------ | ------ | ----- | ----- |
|                                                                 | Claudio Corrarati ✔️ Sindaco | 17 491               | 51,03             | 15 032  | 36,24   | Fratelli d'Italia              | 5 724  | 15,40 | 7     |
| La Civica X Bolzano - Corrarati Sindaco                         | Claudio Corrarati ✔️ Sindaco | 17 491               | 51,03             | 15 032  | 36,24   | 4 343                          | 11,68  | 6     |       |
| Lega                                                            | Claudio Corrarati ✔️ Sindaco | 17 491               | 51,03             | 15 032  | 36,24   | 1 856                          | 4,99   | 2     |       |
| Forza Italia                                                    | Claudio Corrarati ✔️ Sindaco | 17 491               | 51,03             | 15 032  | 36,24   | 1 156                          | 3,11   | 2     |       |
| Totale liste                                                    | Claudio Corrarati ✔️ Sindaco | 17 491               | 51,03             | 15 032  | 36,24   | 13 079                         | 35,19  | 17    |       |
|                                                                 | Juri Andriollo               | 16 784               | 48,97             | 11 326  | 27,31   | Partito Democratico            | 4 666  | 12,55 | 6     |
| Verdi-Grüne-Vërc – Sinistra/Die Linke                           | Juri Andriollo               | 16 784               | 48,97             | 11 326  | 27,31   | 2 911                          | 7,83   | 4     |       |
| Lista Civica con Juri Andriollo                                 | Juri Andriollo               | 16 784               | 48,97             | 11 326  | 27,31   | 1 953                          | 5,25   | 1     |       |
| Restart                                                         | Juri Andriollo               | 16 784               | 48,97             | 11 326  | 27,31   | 489                            | 1,32   | –     |       |
| Seggio di coalizione                                            | Seggio di coalizione         | Seggio di coalizione | 48,97             | 11 326  | 27,31   | 1                              |        |       |       |
| Totale liste                                                    | Juri Andriollo               | 16 784               | 48,97             | 11 326  | 27,31   | 10 019                         | 26,96  | 12    |       |
|                                                                 | Stephan Konder               | Stephan Konder       | Stephan Konder    | 6 269   | 15,11   | Südtiroler Volkspartei         | 6 002  | 16,15 | 6     |
| Seggio di coalizione                                            | Seggio di coalizione         | Seggio di coalizione | Stephan Konder    | 6 269   | 15,11   | 1                              |        |       |       |
|                                                                 | Angelo Gennaccaro            | Angelo Gennaccaro    | Angelo Gennaccaro | 5 185   | 12,50   | La Civica – Io sto con Bolzano | 4 788  | 12,88 | 5     |
| Seggio di coalizione                                            | Seggio di coalizione         | Seggio di coalizione | Angelo Gennaccaro | 5 185   | 12,50   | 1                              |        |       |       |
|                                                                 | Matthias Cologna             | Matthias Cologna     | Matthias Cologna  | 2 837   | 6,84    | Team K                         | 2 610  | 7,02  | 2     |
| Seggio di coalizione                                            | Seggio di coalizione         | Seggio di coalizione | Matthias Cologna  | 2 837   | 6,84    | 1                              |        |       |       |
|                                                                 | Simonetta Lucchi             | Simonetta Lucchi     | Simonetta Lucchi  | 827     | 1,99    | Movimento 5 Stelle             | 514    | 1,38  | –     |
| Rifondazione Comunista - Pace e Diritti                         | Simonetta Lucchi             | Simonetta Lucchi     | Simonetta Lucchi  | 827     | 1,99    | 157                            | 0,42   | –     |       |
| Totale                                                          | Totale                       | 34 275               | 100               | 41 476  | 100     |                                | 37 169 | 100   | 45    |
|                                                                 |                              |                      |                   |         |         |                                |        |       |       |
| Regione autonoma Trentino-Alto Adige: Primo Turno Secondo Turno |                              |                      |                   |         |         |                                |        |       |       |

1. ↑  42,8% al ballottaggio del 18 maggio.
2. ↑  Include candidati del PSI
3. ↑  Include candidati di Europa Verde
4. ↑  Include candidati della Lista Civica con Caramaschi

### Brunico
|                                             | Bruno Wolf ✔️ Sindaco | 3 712                | 51,84 | Südtiroler Volkspartei       | 3 703 | 51,78 | 14 |  |  |
|                                             | Maximilian Gartner    | 1 208                | 16,87 | Grüne - Verdi - Vërc         | 1 208 | 16,89 | 4  |  |  |
| Seggio di coalizione                        | Seggio di coalizione  | Seggio di coalizione | 16,87 | 1                            |       |       |    |  |  |
|                                             | Wilma Huber           | 825                  | 11,52 | Team K                       | 825   | 11,54 | 2  |  |  |
| Seggio di coalizione                        | Seggio di coalizione  | Seggio di coalizione | 11,52 | 1                            |       |       |    |  |  |
|                                             | Bernhard Hilber       | 540                  | 7,54  | Süd-Tiroler Freiheit         | 540   | 7,55  | 1  |  |  |
| Seggio di coalizione                        | Seggio di coalizione  | Seggio di coalizione | 7,54  | 1                            |       |       |    |  |  |
|                                             | Antonio Bovenzi       | 519                  | 7,25  | Il Polo - Civica per Brunico | 519   | 7,26  | 1  |  |  |
| Seggio di coalizione                        | Seggio di coalizione  | Seggio di coalizione | 7,25  | 1                            |       |       |    |  |  |
|                                             | Andrea Bovo           | 268                  | 3,74  | Per Brunico Für Bruneck      | 268   | 3,75  | –  |  |  |
| Seggio di coalizione                        | Seggio di coalizione  | Seggio di coalizione | 3,74  | 1                            |       |       |    |  |  |
|                                             | Markus Falk           | 88                   | 1,23  | Ich liebe Brunico            | 88    | 1,23  | 4  |  |  |
| Totale                                      | Totale                | 7 160                | 100   |                              | 7 151 | 100   | 27 |  |  |
|                                             |                       |                      |       |                              |       |       |    |  |  |
| Fonte: Regione autonoma Trentino-Alto Adige |                       |                      |       |                              |       |       |    |  |  |

1. ↑  Include candidati del Movimento 5 Stelle[5]

### Merano
| Candidati                                   | Candidati                           | II turno             | II turno         | I turno | I turno | Liste                                               | Voti   | %     | Seggi |
| Candidati                                   | Candidati                           | Voti                 | %                | Voti    | %       | Liste                                               | Voti   | %     | Seggi |
| ------------------------------------------- | ----------------------------------- | -------------------- | ---------------- | ------- | ------- | --------------------------------------------------- | ------ | ----- | ----- |
|                                             | Katharina Johanna Zeller ✔️ Sindaco | 7 266                | 57,43            | 5 005   | 32,96   | Südtiroler Volkspartei                              | 4 087  | 29,71 | 11    |
| Mutiges Merano Coraggiosa                   | Katharina Johanna Zeller ✔️ Sindaco | 7 266                | 57,43            | 5 005   | 32,96   | 506                                                 | 3,68   | 1     |       |
|                                             | Dario Dal Medico                    | 5 385                | 42,57            | 4 809   | 31,67   | Alleanza per Merano                                 | 2 455  | 17,84 | 6     |
| La Civica per Merano                        | Dario Dal Medico                    | 5 385                | 42,57            | 4 809   | 31,67   | 987                                                 | 7,17   | 3     |       |
| Dal Medico Sindaco                          | Dario Dal Medico                    | 5 385                | 42,57            | 4 809   | 31,67   | 925                                                 | 6,72   | 1     |       |
| Seggio di coalizione                        | Seggio di coalizione                | Seggio di coalizione | 42,57            | 4 809   | 31,67   | 1                                                   |        |       |       |
|                                             | Ulrike Ceresara                     | Ulrike Ceresara      | Ulrike Ceresara  | 3 530   | 23,25   | Verdi-Grüne-Vërc                                    | 1 750  | 12,72 | 4     |
| Partito Democratico – Demokratische Partei  | Ulrike Ceresara                     | Ulrike Ceresara      | Ulrike Ceresara  | 3 530   | 23,25   | 665                                                 | 4,83   | 2     |       |
| Team K                                      | Ulrike Ceresara                     | Ulrike Ceresara      | Ulrike Ceresara  | 3 530   | 23,25   | 339                                                 | 2,46   | 1     |       |
| Sinistra die Linke Alto Adige/Südtirol      | Ulrike Ceresara                     | Ulrike Ceresara      | Ulrike Ceresara  | 3 530   | 23,25   | 219                                                 | 1,59   | 1     |       |
| Movimento 5 Stelle                          | Ulrike Ceresara                     | Ulrike Ceresara      | Ulrike Ceresara  | 3 530   | 23,25   | 183                                                 | 1,33   | –     |       |
| Seggio di coalizione                        | Seggio di coalizione                | Seggio di coalizione | Ulrike Ceresara  | 3 530   | 23,25   | 1                                                   |        |       |       |
|                                             | Elena Da Molin                      | Elena Da Molin       | Elena Da Molin   | 1 436   | 9,46    | Giorgia Meloni - Fratelli d'Italia                  | 1 120  | 8,14  | 2     |
| Lega per Salvini Premier                    | Elena Da Molin                      | Elena Da Molin       | Elena Da Molin   | 1 436   | 9,46    | 149                                                 | 1,08   | –     |       |
| Seggio di coalizione                        | Seggio di coalizione                | Seggio di coalizione | Elena Da Molin   | 1 436   | 9,46    | 1                                                   |        |       |       |
|                                             | Jasmin Netschada                    | Jasmin Netschada     | Jasmin Netschada | 406     | 2,67    | Die Süd-Tiroler Freiheit – Freies Bündnis für Tirol | 373    | 2,71  | –     |
| Totale                                      | Totale                              | 12 651               | 100              | 15 186  | 100     |                                                     | 13 758 | 100   | 36    |
|                                             |                                     |                      |                  |         |         |                                                     |        |       |       |
| Fonte: Regione autonoma Trentino-Alto Adige |                                     |                      |                  |         |         |                                                     |        |       |       |

1. ↑  Candidato sostenuto da Forza Italia
2. ↑  Lista sostenuta da Europa Verde
3. ↑  Include candidati di Volt Italia
4. ↑  Include candidati di Sinistra Italiana

## Provincia autonoma di Trento

### Aldeno
| Candidati | Candidati                   | Voti  | %      | Liste          | Voti  | %      | Seggi |
| --------- | --------------------------- | ----- | ------ | -------------- | ----- | ------ | ----- |
|           | Alida Cramerotti ✔️ Sindaco | 1 439 | 100,00 | Aldeno Insieme | 1 359 | 100,00 | 17    |
| Totale    | Totale                      | 1 439 | 100    |                | 1 359 | 100    | 17    |

### Altopiano della Vigolana
| Candidati                           | Candidati                   | Voti                 | %     | Liste                          | Voti  | %     | Seggi |
| ----------------------------------- | --------------------------- | -------------------- | ----- | ------------------------------ | ----- | ----- | ----- |
|                                     | Armando Tamanini ✔️ Sindaco | 1 449                | 54,45 | Patto con la comunità vigolana | 834   | 33,48 | 7     |
| In cammino con la comunità vigolana | Armando Tamanini ✔️ Sindaco | 1 449                | 54,45 | 479                            | 19,23 | 4     |       |
|                                     | Linda Tamanini              | 1 212                | 45,55 | Vigolana da Vivere             | 1 178 | 47,29 | 5     |
| Seggio di coalizione                | Seggio di coalizione        | Seggio di coalizione | 45,55 | 1                              |       |       |       |
| Totale                              | Totale                      | 2 661                | 100   |                                | 2 491 | 100   | 17    |

1. ↑  Include candidati della Lega

### Arco
| Candidati                             | Candidati                 | II turno             | II turno      | I turno | I turno | Liste                             | Voti  | %     | Seggi |
| Candidati                             | Candidati                 | Voti                 | %             | Voti    | %       | Liste                             | Voti  | %     | Seggi |
| ------------------------------------- | ------------------------- | -------------------- | ------------- | ------- | ------- | --------------------------------- | ----- | ----- | ----- |
|                                       | Arianna Fiorio ✔️ Sindaco | 4 459                | 62,59         | 3 045   | 35,57   | Civica Olivaia - Etica e Ambiente | 1 041 | 13,58 | 6     |
| Onda                                  | Arianna Fiorio ✔️ Sindaco | 4 459                | 62,59         | 3 045   | 35,57   | 400                               | 5,22  | 2     |       |
| Europa Verde                          | Arianna Fiorio ✔️ Sindaco | 4 459                | 62,59         | 3 045   | 35,57   | 338                               | 4,41  | 2     |       |
| Comunità Lavoro e Ambiente            | Arianna Fiorio ✔️ Sindaco | 4 459                | 62,59         | 3 045   | 35,57   | 320                               | 4,17  | 2     |       |
| Proposta Civica Popolare              | Arianna Fiorio ✔️ Sindaco | 4 459                | 62,59         | 3 045   | 35,57   | 273                               | 3,56  | 1     |       |
| Domani giovani in azione              | Arianna Fiorio ✔️ Sindaco | 4 459                | 62,59         | 3 045   | 35,57   | 260                               | 3,39  | 1     |       |
|                                       | Alessandro Amistadi       | 2 665                | 37,41         | 2 543   | 29,71   | Noi Arco                          | 610   | 7,96  | 1     |
| Partito Autonomista Trentino Tirolese | Alessandro Amistadi       | 2 665                | 37,41         | 2 543   | 29,71   | 510                               | 6,65  | 1     |       |
| SiAmo Arco                            | Alessandro Amistadi       | 2 665                | 37,41         | 2 543   | 29,71   | 454                               | 5,92  | –     |       |
| Fratelli d'Italia                     | Alessandro Amistadi       | 2 665                | 37,41         | 2 543   | 29,71   | 394                               | 5,14  | –     |       |
| Lega                                  | Alessandro Amistadi       | 2 665                | 37,41         | 2 543   | 29,71   | 355                               | 4,63  | –     |       |
| Forza Italia                          | Alessandro Amistadi       | 2 665                | 37,41         | 2 543   | 29,71   | 52                                | 0,68  | –     |       |
| Seggio di coalizione                  | Seggio di coalizione      | Seggio di coalizione | 37,41         | 2 543   | 29,71   | 1                                 |       |       |       |
|                                       | Dario Ioppi               | Dario Ioppi          | Dario Ioppi   | 1 937   | 22,63   | Partito Democratico               | 959   | 12,51 | 1     |
| Campobase                             | Dario Ioppi               | Dario Ioppi          | Dario Ioppi   | 1 937   | 22,63   | 483                               | 6,30  | 1     |       |
| Casa Autonomia.eu                     | Dario Ioppi               | Dario Ioppi          | Dario Ioppi   | 1 937   | 22,63   | 202                               | 2,64  | –     |       |
| Arco fucina comune                    | Dario Ioppi               | Dario Ioppi          | Dario Ioppi   | 1 937   | 22,63   | 151                               | 1,97  | –     |       |
| Seggio di coalizione                  | Seggio di coalizione      | Seggio di coalizione | Dario Ioppi   | 1 937   | 22,63   | 1                                 |       |       |       |
|                                       | Mauro Ottobre             | Mauro Ottobre        | Mauro Ottobre | 1 035   | 12,09   | Arco dinamica                     | 556   | 7,25  | –     |
| Frazioni al Centro                    | Mauro Ottobre             | Mauro Ottobre        | Mauro Ottobre | 1 035   | 12,09   | 307                               | 4,01  | –     |       |
| Seggio di coalizione                  | Seggio di coalizione      | Seggio di coalizione | Mauro Ottobre | 1 035   | 12,09   | 1                                 |       |       |       |
| Totale                                | Totale                    | 7 124                | 100           | 8 560   | 100     |                                   | 7 665 | 100   | 22    |

1. ↑  Include candidati di Azione

### Avio
| Candidati                | Candidati                   | II turno             | II turno        | I turno | I turno | Liste                         | Voti  | %     | Seggi |
| Candidati                | Candidati                   | Voti                 | %               | Voti    | %       | Liste                         | Voti  | %     | Seggi |
| ------------------------ | --------------------------- | -------------------- | --------------- | ------- | ------- | ----------------------------- | ----- | ----- | ----- |
|                          | Ivano Fracchetti ✔️ Sindaco | 1 258                | 63,83           | 1 136   | 47,89   | La Civica per il buon governo | 410   | 18,39 | 5     |
| Lega Avio Salvini        | Ivano Fracchetti ✔️ Sindaco | 1 258                | 63,83           | 1 136   | 47,89   | 328                           | 14,72 | 3     |       |
| Ivano Fracchetti Sindaco | Ivano Fracchetti ✔️ Sindaco | 1 258                | 63,83           | 1 136   | 47,89   | 229                           | 10,27 | 2     |       |
| Avio di Centro           | Ivano Fracchetti ✔️ Sindaco | 1 258                | 63,83           | 1 136   | 47,89   | 109                           | 4,89  | 1     |       |
|                          | Federico Secchi             | 713                  | 36,17           | 716     | 30,19   | Civica Secchi Sindaco         | 287   | 12,88 | 2     |
| Siamo Avio               | Federico Secchi             | 713                  | 36,17           | 716     | 30,19   | 183                           | 8,21  | 1     |       |
| Cuore Autonomista        | Federico Secchi             | 713                  | 36,17           | 716     | 30,19   | 112                           | 5,02  | –     |       |
| Progetto Comune          | Federico Secchi             | 713                  | 36,17           | 716     | 30,19   | 73                            | 3,28  | –     |       |
| Seggio di coalizione     | Seggio di coalizione        | Seggio di coalizione | 36,17           | 716     | 30,19   | 1                             |       |       |       |
|                          | Marco Pilati                | Marco Pilati         | Marco Pilati    | 279     | 11,76   | Autonomisti e Civici          | 267   | 11,98 | –     |
| Seggio di coalizione     | Seggio di coalizione        | Seggio di coalizione | Marco Pilati    | 279     | 11,76   | 1                             |       |       |       |
|                          | Zampedri Tullio             | Zampedri Tullio      | Zampedri Tullio | 241     | 10,16   | Avio per tutti                | 231   | 10,36 | –     |
| Seggio di coalizione     | Seggio di coalizione        | Seggio di coalizione | Zampedri Tullio | 241     | 10,16   | 1                             |       |       |       |
| Totale                   | Totale                      | 1 971                | 100             | 2 372   | 100     |                               | 2 229 | 100   | 17    |

1. ↑  Include candidati del Partito Autonomista Trentino Tirolese
2. ↑  Include dissidenti del Partito Autonomista Trentino Tirolese e candidati di Casa Autonomia
3. ↑  Include candidati di Europa Verde e Sinistra Italiana

### Baselga di Pinè
| Candidati            | Candidati                      | Voti  | %      | Liste                    | Voti  | %     | Seggi |
| -------------------- | ------------------------------ | ----- | ------ | ------------------------ | ----- | ----- | ----- |
|                      | Alessandro Santuari ✔️ Sindaco | 2 601 | 100,00 | Piné Futura Lista Civica | 919   | 37,25 | 6     |
| Noi per Pinè         | Alessandro Santuari ✔️ Sindaco | 2 601 | 100,00 | 861                      | 34,90 | 6     |       |
| Autonomisti per Piné | Alessandro Santuari ✔️ Sindaco | 2 601 | 100,00 | 687                      | 27,85 | 5     |       |
| Totale               | Totale                         | 2 601 | 100    |                          | 2 467 | 100   | 17    |

1. ↑  Include candidati di Lega per Salvini Premier e Fratelli d'Italia

### Borgo Valsugana
| Candidati                               | Candidati                 | II turno             | II turno          | I turno | I turno | Liste                             | Voti  | %     | Seggi |
| Candidati                               | Candidati                 | Voti                 | %                 | Voti    | %       | Liste                             | Voti  | %     | Seggi |
| --------------------------------------- | ------------------------- | -------------------- | ----------------- | ------- | ------- | --------------------------------- | ----- | ----- | ----- |
|                                         | Ferrai Martina ✔️ Sindaco | 2 141                | 61,05             | 1 561   | 41,21   | InCentro Borgo Olle               | 906   | 28,22 | 8     |
| Comunità Futura                         | Ferrai Martina ✔️ Sindaco | 2 141                | 61,05             | 1 561   | 41,21   | 446                               | 13,89 | 3     |       |
|                                         | Enrico Galvan             | 1 366                | 38,95             | 1 045   | 27,59   | Borgo e Olle Bene Comune          | 511   | 15,91 | 2     |
| Borgo Domani                            | Enrico Galvan             | 1 366                | 38,95             | 1 045   | 27,59   | 399                               | 12,43 | 1     |       |
| Seggio di coalizione                    | Seggio di coalizione      | Seggio di coalizione | 38,95             | 1 045   | 27,59   | 1                                 |       |       |       |
|                                         | Fabio Dalledonne          | Fabio Dalledonne     | Fabio Dalledonne  | 1 001   | 26,43   | Lista Civica Fabio Dalledonne (A) | 439   | 13,67 | 1     |
| Lista Civica “Insieme Borgo e Olle” (A) | Fabio Dalledonne          | Fabio Dalledonne     | Fabio Dalledonne  | 1 001   | 26,43   | 364                               | 11,34 | –     |       |
| Seggio di coalizione                    | Seggio di coalizione      | Seggio di coalizione | Fabio Dalledonne  | 1 001   | 26,43   | 1                                 |       |       |       |
|                                         | Armando Orsingher         | Armando Orsingher    | Armando Orsingher | 181     | 4,78    | Rivivere Borgo                    | 75    | 2,34  | –     |
| Cuore civico - Orsingher Sindaco        | Armando Orsingher         | Armando Orsingher    | Armando Orsingher | 181     | 4,78    | 71                                | 2,21  | –     |       |
| Totale                                  | Totale                    | 3 507                | 100               | 3 788   | 100     |                                   | 3 211 | 100   | 17    |

1. ↑  Con il sostegno del Partito Democratico
2. ↑  Include candidati di Casa Autonomia

### Brentonico
| Candidati                      | Candidati                | Voti                 | %     | Liste                    | Voti  | %     | Seggi |
| ------------------------------ | ------------------------ | -------------------- | ----- | ------------------------ | ----- | ----- | ----- |
|                                | Mauro Tonolli ✔️ Sindaco | 1 210                | 53,00 | Noi per Brentonico       | 441   | 20,90 | 5     |
| Progetto comune per Brentonico | Mauro Tonolli ✔️ Sindaco | 1 210                | 53,00 | 346                      | 16,40 | 3     |       |
| Officina civica                | Mauro Tonolli ✔️ Sindaco | 1 210                | 53,00 | 319                      | 15,12 | 3     |       |
|                                | Dante Dossi              | 678                  | 29,70 | Insieme si può           | 631   | 29,91 | 3     |
| Seggio di coalizione           | Seggio di coalizione     | Seggio di coalizione | 29,70 | 1                        |       |       |       |
|                                | Mauro Dossi              | 395                  | 17,30 | Fare bene per Brentonico | 373   | 17,68 | 1     |
| Seggio di coalizione           | Seggio di coalizione     | Seggio di coalizione | 17,30 | 1                        |       |       |       |
| Totale                         | Totale                   | 2 283                | 100   |                          | 2 110 | 100   | 17    |

1. ↑  Include candidati del Partito Democratico e del Partito Autonomista Trentino Tirolese
2. ↑  Include candidati della Lega e del Partito Autonomista Trentino Tirolese

### Castel Ivano
| Candidati            | Candidati                | Voti                 | %     | Liste                   | Voti  | %     | Seggi |
| -------------------- | ------------------------ | -------------------- | ----- | ----------------------- | ----- | ----- | ----- |
|                      | Alberto Vesco ✔️ Sindaco | 1 239                | 63,57 | Costruire Comunità      | 634   | 33,44 | 6     |
| Per Castel Ivano     | Alberto Vesco ✔️ Sindaco | 1 239                | 63,57 | 556                     | 29,32 | 5     |       |
|                      | Michel Floriani          | 710                  | 36,43 | Osare, per Castel Ivano | 706   | 37,24 | 5     |
| Seggio di coalizione | Seggio di coalizione     | Seggio di coalizione | 36,43 | 1                       |       |       |       |
| Totale               | Totale                   | 1 949                | 100   |                         | 1 896 | 100   | 17    |

1. ↑  Include candidati del Partito Autonomista Trentino Tirolese

### Cavalese
| Candidati              | Candidati              | II turno             | II turno | I turno | I turno | Liste                                 | Voti  | %     | Seggi |
| Candidati              | Candidati              | Voti                 | %        | Voti    | %       | Liste                                 | Voti  | %     | Seggi |
| ---------------------- | ---------------------- | -------------------- | -------- | ------- | ------- | ------------------------------------- | ----- | ----- | ----- |
|                        | Carlo Betta ✔️ Sindaco | 1 003                | 50,28    | 968     | 50,00   | Betta Sindaco Cavalese e Masi insieme | 938   | 52,61 | 11    |
|                        | Sergio Finato          | 992                  | 49,72    | 968     | 50,00   | Finato Bene Comune                    | 496   | 27,82 | 3     |
| Finato Ambiente Comune | Sergio Finato          | 992                  | 49,72    | 968     | 50,00   | 349                                   | 19,57 | 2     |       |
| Seggio di coalizione   | Seggio di coalizione   | Seggio di coalizione | 49,72    | 968     | 50,00   | 1                                     |       |       |       |
| Totale                 | Totale                 | 1 995                | 100      | 1 936   | 100     |                                       | 1 783 | 100   | 17    |

### Cavedine
| Candidati            | Candidati               | Voti                 | %     | Liste                | Voti  | %     | Seggi |
| -------------------- | ----------------------- | -------------------- | ----- | -------------------- | ----- | ----- | ----- |
|                      | David Angeli ✔️ Sindaco | 1 431                | 82,24 | Nuove Prospettive    | 1 413 | 82,10 | 12    |
|                      | Cristina Conti          | 309                  | 17,76 | Insieme per crescere | 308   | 17,90 | 4     |
| Seggio di coalizione | Seggio di coalizione    | Seggio di coalizione | 17,76 | 1                    |       |       |       |
| Totale               | Totale                  | 1 740                | 100   |                      | 1 721 | 100   | 17    |

### Civezzano
| Candidati                     | Candidati              | Voti                 | %     | Liste                          | Voti  | %     | Seggi |
| ----------------------------- | ---------------------- | -------------------- | ----- | ------------------------------ | ----- | ----- | ----- |
|                               | Paolo Betti ✔️ Sindaco | 1 287                | 54,91 | Obiettivo Comune Betti Sindaco | 722   | 33,85 | 7     |
| Uniti per Civezzano Civezzano | Paolo Betti ✔️ Sindaco | 1 287                | 54,91 | 436                            | 20,44 | 4     |       |
|                               | Diego Puel             | 1 057                | 45,09 | Cives                          | 551   | 25,83 | 3     |
| Insieme per Cives             | Diego Puel             | 1 057                | 45,09 | 424                            | 19,88 | 2     |       |
| Seggio di coalizione          | Seggio di coalizione   | Seggio di coalizione | 45,09 | 1                              |       |       |       |
| Totale                        | Totale                 | 2 344                | 100   |                                | 2 133 | 100   | 22    |

1. ↑  Sostenuto dalla Lega

### Cles
| Candidati                                           | Candidati                  | II turno             | II turno    | I turno | I turno | Liste                                   | Voti  | %     | Seggi |
| Candidati                                           | Candidati                  | Voti                 | %           | Voti    | %       | Liste                                   | Voti  | %     | Seggi |
| --------------------------------------------------- | -------------------------- | -------------------- | ----------- | ------- | ------- | --------------------------------------- | ----- | ----- | ----- |
|                                                     | Stella Menapace ✔️ Sindaco | 1 828                | 50,98       | 1 657   | 41,48   | PATT+Autonomisti+Popolari               | 964   | 26,19 | 5     |
| Stella per Cles al Centro                           | Stella Menapace ✔️ Sindaco | 1 828                | 50,98       | 1 657   | 41,48   | 396                                     | 10,76 | 2     |       |
| Passione Clesiana                                   | Stella Menapace ✔️ Sindaco | 1 828                | 50,98       | 1 657   | 41,48   | 192                                     | 5,22  | 1     |       |
|                                                     | Paola Demagri              | 1 758                | 49,02       | 1 595   | 39,92   | PercorSI Comuni – Paola Demagri Sindaca | 533   | 14,48 | 2     |
| Impronta Civica – Cles 2025 – Paola Demagri Sindaca | Paola Demagri              | 1 758                | 49,02       | 1 595   | 39,92   | 495                                     | 13,45 | 2     |       |
| PD - Partito Democratico del Trentino - Cles        | Paola Demagri              | 1 758                | 49,02       | 1 595   | 39,92   | 393                                     | 10,68 | 1     |       |
| Seggio di coalizione                                | Seggio di coalizione       | Seggio di coalizione | 49,02       | 1 595   | 39,92   | 1                                       |       |       |       |
|                                                     | Vito Apuzzo                | Vito Apuzzo          | Vito Apuzzo | 743     | 18,60   | Giorgia Meloni - Fratelli d'Italia (A)  | 708   | 19,23 | 2     |
| Seggio di coalizione                                | Seggio di coalizione       | Seggio di coalizione | Vito Apuzzo | 743     | 18,60   | 1                                       |       |       |       |
| Totale                                              | Totale                     | 3 586                | 100         | 3 995   | 100     |                                         | 3 681 | 100   | 22    |

1. ↑  Sostenuto da Casa Autonomia

### Dro
| Candidati            | Candidati                  | Voti                 | %     | Liste                                | Voti  | %     | Seggi |
| -------------------- | -------------------------- | -------------------- | ----- | ------------------------------------ | ----- | ----- | ----- |
|                      | Ginetta Santoni ✔️ Sindaco | 1 476                | 58,22 | Visione Comune                       | 324   | 14,01 | 3     |
| Scelta consapevole   | Ginetta Santoni ✔️ Sindaco | 1 476                | 58,22 | 318                                  | 13,75 | 3     |       |
| Leali al Trentino    | Ginetta Santoni ✔️ Sindaco | 1 476                | 58,22 | 302                                  | 13,06 | 2     |       |
| Insieme              | Ginetta Santoni ✔️ Sindaco | 1 476                | 58,22 | 245                                  | 10,59 | 2     |       |
| Per fare comunità    | Ginetta Santoni ✔️ Sindaco | 1 476                | 58,22 | 146                                  | 6,31  | 1     |       |
|                      | Lucio Matteotti            | 638                  | 25,17 | Partito Democratico                  | 363   | 15,69 | 2     |
| Comunità Ambiente    | Lucio Matteotti            | 638                  | 25,17 | 146                                  | 6,31  | 1     |       |
| Nostra torre         | Lucio Matteotti            | 638                  | 25,17 | 70                                   | 3,03  | –     |       |
| Seggio di coalizione | Seggio di coalizione       | Seggio di coalizione | 25,17 | 1                                    |       |       |       |
|                      | Marco Santoni              | 421                  | 16,61 | Unione Democratica per l'autogoverno | 399   | 17,25 | 1     |
| Seggio di coalizione | Seggio di coalizione       | Seggio di coalizione | 16,61 | 1                                    |       |       |       |
| Totale               | Totale                     | 2 535                | 100   |                                      | 2 313 | 100   | 17    |

1. ↑  Sostenuta dal Partito Autonomista Trentino Tirolese

### Folgaria
| Candidati | Candidati               | Voti  | %      | Liste          | Voti  | %      | Seggi |
| --------- | ----------------------- | ----- | ------ | -------------- | ----- | ------ | ----- |
|           | Michael Rech ✔️ Sindaco | 1 056 | 100,00 | Impegno Comune | 1 011 | 100,00 | 17    |
| Totale    | Totale                  | 1 056 | 100    |                | 1 011 | 100    | 17    |

1. ↑  Sostenuta da Campobase e dissidenti di Fratelli d'Italia

### Lavis
| Candidati                             | Candidati                | Voti                 | %     | Liste                        | Voti  | %     | Seggi |
| ------------------------------------- | ------------------------ | -------------------- | ----- | ---------------------------- | ----- | ----- | ----- |
|                                       | Luca Paolazzi ✔️ Sindaco | 3 254                | 79,99 | PD                           | 1 511 | 42,02 | 7     |
| Partito Autonomista Trentino Tirolese | Luca Paolazzi ✔️ Sindaco | 3 254                | 79,99 | 989                          | 27,50 | 4     |       |
| ViviLavis                             | Luca Paolazzi ✔️ Sindaco | 3 254                | 79,99 | 412                          | 11,46 | 1     |       |
|                                       | Ivan Michelon            | 698                  | 17,16 | Lavis Civica                 | 493   | 13,71 | 4     |
| Progetto Mill Lavis                   | Ivan Michelon            | 698                  | 17,16 | 97                           | 2,70  | –     |       |
| Seggio di coalizione                  | Seggio di coalizione     | Seggio di coalizione | 17,16 | 1                            |       |       |       |
|                                       | Gianni Brisolin          | 116                  | 2,85  | La Vis - Con Gianni Brisolin | 94    | 2,61  | –     |
| Totale                                | Totale                   | 4 068                | 100   |                              | 3 596 | 100   | 22    |

1. ↑  Include candidati della Lega
2. ↑  Include dissidenti del Partito Autonomista Trentino Tirolese

### Ledro
| Candidati                 | Candidati                 | Voti                 | %     | Liste             | Voti  | %     | Seggi |
| ------------------------- | ------------------------- | -------------------- | ----- | ----------------- | ----- | ----- | ----- |
|                           | Claudio Oliari ✔️ Sindaco | 1 795                | 57,75 | Ledrensi          | 666   | 23,02 | 4     |
| Ledro al Centro           | Claudio Oliari ✔️ Sindaco | 1 795                | 57,75 | 409               | 14,14 | 3     |       |
| Civica per Ledro          | Claudio Oliari ✔️ Sindaco | 1 795                | 57,75 | 308               | 10,65 | 2     |       |
| PATT+Autonomisti+Popolari | Claudio Oliari ✔️ Sindaco | 1 795                | 57,75 | 294               | 10,16 | 2     |       |
|                           | Andrea de Guelmi          | 755                  | 24,29 | Vivi Ledro        | 744   | 25,72 | 3     |
| Seggio di coalizione      | Seggio di coalizione      | Seggio di coalizione | 24,29 | 1                 |       |       |       |
|                           | Cristina Sartori          | 558                  | 17,95 | Ledro Sostenibile | 398   | 13,76 | 1     |
| Comunità Ledrense         | Cristina Sartori          | 558                  | 17,95 | 74                | 2,56  | –     |       |
| Seggio di coalizione      | Seggio di coalizione      | Seggio di coalizione | 17,95 | 1                 |       |       |       |
| Totale                    | Totale                    | 3 108                | 100   |                   | 2 893 | 100   | 22    |

### Levico Terme
| Candidati            | Candidati                 | Voti                 | %     | Liste                | Voti  | %     | Seggi |
| -------------------- | ------------------------- | -------------------- | ----- | -------------------- | ----- | ----- | ----- |
|                      | Gianni Beretta ✔️ Sindaco | 2 510                | 65,66 | Patto Levicense      | 1 360 | 38,11 | 7     |
| Levico Futura        | Gianni Beretta ✔️ Sindaco | 2 510                | 65,66 | 936                  | 26,23 | 5     |       |
|                      | Luigi Pedrini             | 886                  | 23,18 | PD Levico Terme      | 861   | 24,12 | 3     |
| Seggio di coalizione | Seggio di coalizione      | Seggio di coalizione | 23,18 | 1                    |       |       |       |
|                      | Michele Salvo             | 278                  | 7,27  | Lega Salvini Premier | 268   | 7,51  | 0     |
| Seggio di coalizione | Seggio di coalizione      | Seggio di coalizione | 7,27  | 1                    |       |       |       |
|                      | Mauro Direno              | 149                  | 3,90  | Forza Italia         | 144   | 4,03  | –     |
| Totale               | Totale                    | 3 823                | 100   |                      | 3 569 | 100   | 17    |

### Mezzocorona
| Candidati | Candidati                | Voti  | %      | Liste  | Voti  | %      | Seggi |
| --------- | ------------------------ | ----- | ------ | ------ | ----- | ------ | ----- |
|           | Mattia Hauser ✔️ Sindaco | 2 419 | 100,00 | Civica | 2 322 | 100,00 | 17    |
| Totale    | Totale                   | 2 419 | 100    |        | 2 322 | 100    | 17    |

### Mori
| Candidati                  | Candidati                   | II turno             | II turno       | I turno | I turno | Liste                                       | Voti  | %     | Seggi |
| Candidati                  | Candidati                   | Voti                 | %              | Voti    | %       | Liste                                       | Voti  | %     | Seggi |
| -------------------------- | --------------------------- | -------------------- | -------------- | ------- | ------- | ------------------------------------------- | ----- | ----- | ----- |
|                            | Nicola Mazzucchi ✔️ Sindaco | 2 196                | 50,17          | 1 829   | 38,46   | Civitas Mori                                | 786   | 18,99 | 7     |
| Lega con i Civici per Mori | Nicola Mazzucchi ✔️ Sindaco | 2 196                | 50,17          | 1 829   | 38,46   | 522                                         | 12,61 | 4     |       |
| PATT+Autonomisti+Popolari  | Nicola Mazzucchi ✔️ Sindaco | 2 196                | 50,17          | 1 829   | 38,46   | 319                                         | 7,71  | 3     |       |
|                            | Stefano Barozzi             | 2 181                | 49,83          | 2 027   | 42,62   | PD - Democratici per Mori - Barozzi Sindaco | 925   | 22,35 | 2     |
| Alleanza Verdi e Sinistra  | Stefano Barozzi             | 2 181                | 49,83          | 2 027   | 42,62   | 417                                         | 10,08 | 1     |       |
| Uniti per Mori             | Stefano Barozzi             | 2 181                | 49,83          | 2 027   | 42,62   | 413                                         | 9,98  | 1     |       |
| Seggio di coalizione       | Seggio di coalizione        | Seggio di coalizione | 49,83          | 2 027   | 42,62   | 1                                           |       |       |       |
|                            | Paola Depretto              | Paola Depretto       | Paola Depretto | 900     | 18,92   | Fratelli d'Italia Giorgia Meloni            | 756   | 18,27 | 1     |
| Seggio di coalizione       | Seggio di coalizione        | Seggio di coalizione | Paola Depretto | 900     | 18,92   | 1                                           |       |       |       |
| Totale                     | Totale                      | 4 377                | 100            | 4 756   | 100     |                                             | 4 138 | 100   | 22    |

1. ↑  Include candidati di Campobase

### Novella
| Candidati            | Candidati                   | II turno             | II turno             | I turno | I turno | Liste              | Voti  | %     | Seggi |
| Candidati            | Candidati                   | Voti                 | %                    | Voti    | %       | Liste              | Voti  | %     | Seggi |
| -------------------- | --------------------------- | -------------------- | -------------------- | ------- | ------- | ------------------ | ----- | ----- | ----- |
|                      | Silvano Dominici ✔️ Sindaco | 1 131                | 52,70                | 1 028   | 47,44   | Siamo Novella      | 1 027 | 47,61 | 11    |
|                      | Donato Preti                | 1 015                | 47,30                | 955     | 44,07   | Novella 2025       | 948   | 43,95 | 4     |
| Seggio di coalizione | Seggio di coalizione        | Seggio di coalizione | 47,30                | 955     | 44,07   | 1                  |       |       |       |
|                      | Fabrizio Paternoster        | Fabrizio Paternoster | Fabrizio Paternoster | 184     | 8,49    | Rinnoviamo Novella | 182   | 8,44  | –     |
| Seggio di coalizione | Seggio di coalizione        | Seggio di coalizione | Fabrizio Paternoster | 184     | 8,49    | 1                  |       |       |       |
| Totale               | Totale                      | 2 146                | 100                  | 2 167   | 100     |                    | 2 157 | 100   | 22    |

1. ↑  Include candidati di Campobase

### Pergine Valsugana
| Candidati                          | Candidati                | II turno             | II turno         | I turno | I turno | Liste                        | Voti   | %     | Seggi |
| Candidati                          | Candidati                | Voti                 | %                | Voti    | %       | Liste                        | Voti   | %     | Seggi |
| ---------------------------------- | ------------------------ | -------------------- | ---------------- | ------- | ------- | ---------------------------- | ------ | ----- | ----- |
|                                    | Marco Morelli ✔️ Sindaco | 4 541                | 50,23            | 4 740   | 43,45   | Linea Civica-Morelli Sindaco | 1 238  | 11,45 | 5     |
| Prospettiva futura                 | Marco Morelli ✔️ Sindaco | 4 541                | 50,23            | 4 740   | 43,45   | 935                          | 8,65   | 3     |       |
| Patto per Pergine                  | Marco Morelli ✔️ Sindaco | 4 541                | 50,23            | 4 740   | 43,45   | 497                          | 4,60   | 2     |       |
| Lega Salvini Premier               | Marco Morelli ✔️ Sindaco | 4 541                | 50,23            | 4 740   | 43,45   | 481                          | 4,45   | 1     |       |
| PATT+Autonomisti+Popolari          | Marco Morelli ✔️ Sindaco | 4 541                | 50,23            | 4 740   | 43,45   | 471                          | 4,36   | 1     |       |
| FARE Comunità - lista indipendente | Marco Morelli ✔️ Sindaco | 4 541                | 50,23            | 4 740   | 43,45   | 443                          | 4,10   | 1     |       |
| Fratelli d'Italia Giorgia Meloni   | Marco Morelli ✔️ Sindaco | 4 541                | 50,23            | 4 740   | 43,45   | 376                          | 3,48   | 1     |       |
|                                    | Carlo Pintarelli         | 4 500                | 49,77            | 3 838   | 35,18   | Civic@ per Pergine           | 1 331  | 12,31 | 1     |
| Civica Oss-Emer                    | Carlo Pintarelli         | 4 500                | 49,77            | 3 838   | 35,18   | 1 042                        | 9,64   | 1     |       |
| Impegno Civico per Pergine         | Carlo Pintarelli         | 4 500                | 49,77            | 3 838   | 35,18   | 864                          | 7,99   | 1     |       |
| Pergiovane                         | Carlo Pintarelli         | 4 500                | 49,77            | 3 838   | 35,18   | 342                          | 3,16   | –     |       |
| Seggio di coalizione               | Seggio di coalizione     | Seggio di coalizione | 49,77            | 3 838   | 35,18   | 1                            |        |       |       |
|                                    | Alberto Frisanco         | Alberto Frisanco     | Alberto Frisanco | 2 331   | 21,37   | Partito Democratico          | 993    | 9,18  | 1     |
| Alleanza Verdi e Sinistra          | Alberto Frisanco         | Alberto Frisanco     | Alberto Frisanco | 2 331   | 21,37   | 812                          | 7,51   | 1     |       |
| Campobase                          | Alberto Frisanco         | Alberto Frisanco     | Alberto Frisanco | 2 331   | 21,37   | 342                          | 3,16   | –     |       |
| Seggio di coalizione               | Seggio di coalizione     | Seggio di coalizione | Alberto Frisanco | 2 331   | 21,37   | 1                            |        |       |       |
| Totale                             | Totale                   | 9 041                | 100              | 10 909  | 100     |                              | 10 813 | 100   | 22    |

### Pinzolo
| Candidati             | Candidati                    | Voti                 | %     | Liste                     | Voti  | %     | Seggi |
| --------------------- | ---------------------------- | -------------------- | ----- | ------------------------- | ----- | ----- | ----- |
|                       | Michele Cereghini ✔️ Sindaco | 1 597                | 89,12 | Insieme con voi           | 764   | 44,73 | 6     |
| Radici e futuro       | Michele Cereghini ✔️ Sindaco | 1 597                | 89,12 | 441                       | 25,82 | 4     |       |
| Giovani per il domani | Michele Cereghini ✔️ Sindaco | 1 597                | 89,12 | 313                       | 18,33 | 2     |       |
|                       | Luca Campigotto              | 195                  | 10,88 | PATT+Autonomisti+Popolari | 190   | 11,12 | 4     |
| Seggio di coalizione  | Seggio di coalizione         | Seggio di coalizione | 10,88 | 1                         |       |       |       |
| Totale                | Totale                       | 1 792                | 100   |                           | 1 708 | 100   | 17    |

### Predaia
| Candidati | Candidati                | Voti  | %      | Liste        | Voti  | %      | Seggi |
| --------- | ------------------------ | ----- | ------ | ------------ | ----- | ------ | ----- |
|           | Giuliana Cova ✔️ Sindaco | 2 557 | 100,00 | Predaia 2030 | 2 454 | 100,00 | 17    |
| Totale    | Totale                   | 2 557 | 100    |              | 2 454 | 100    | 22    |

### Primiero San Martino di Castrozza
| Candidati                | Candidati                  | Voti                 | %     | Liste                   | Voti  | %     | Seggi |
| ------------------------ | -------------------------- | -------------------- | ----- | ----------------------- | ----- | ----- | ----- |
|                          | Daniele Depaoli ✔️ Sindaco | 1 877                | 63,28 | Primiero in Prospettiva | 775   | 28,39 | 5     |
| Innovazione e tradizione | Daniele Depaoli ✔️ Sindaco | 1 877                | 63,28 | 599                     | 21,94 | 4     |       |
| Giovani in vetta         | Daniele Depaoli ✔️ Sindaco | 1 877                | 63,28 | 385                     | 14,10 | 2     |       |
|                          | Martino Turra              | 1 089                | 36,72 | Primiero che R-Esiste   | 402   | 14,73 | 2     |
| Primiero Fare Comune     | Martino Turra              | 1 089                | 36,72 | 342                     | 12,53 | 2     |       |
| Primiero per Tutti       | Martino Turra              | 1 089                | 36,72 | 227                     | 8,32  | 1     |       |
| Seggio di coalizione     | Seggio di coalizione       | Seggio di coalizione | 36,72 | 1                       |       |       |       |
| Totale                   | Totale                     | 2 966                | 100   |                         | 2 730 | 100   | 22    |

### Riva del Garda
| Candidati                            | Candidati                 | II turno             | II turno           | I turno | I turno | Liste                  | Voti  | %     | Seggi |
| Candidati                            | Candidati                 | Voti                 | %                  | Voti    | %       | Liste                  | Voti  | %     | Seggi |
| ------------------------------------ | ------------------------- | -------------------- | ------------------ | ------- | ------- | ---------------------- | ----- | ----- | ----- |
|                                      | Alessio Zanoni ✔️ Sindaco | 3 868                | 60,89              | 3 852   | 48,75   | PDT                    | 1 387 | 19,17 | 6     |
| Per Riva Domani                      | Alessio Zanoni ✔️ Sindaco | 3 868                | 60,89              | 3 852   | 48,75   | 576                    | 7,96  | 2     |       |
| Autonomisti per Riva - Caproni       | Alessio Zanoni ✔️ Sindaco | 3 868                | 60,89              | 3 852   | 48,75   | 448                    | 6,19  | 2     |       |
| Campobase                            | Alessio Zanoni ✔️ Sindaco | 3 868                | 60,89              | 3 852   | 48,75   | 293                    | 4,05  | 1     |       |
| La Sinistra                          | Alessio Zanoni ✔️ Sindaco | 3 868                | 60,89              | 3 852   | 48,75   | 264                    | 3,65  | 1     |       |
| Noi per Riva Riva per Tutti          | Alessio Zanoni ✔️ Sindaco | 3 868                | 60,89              | 3 852   | 48,75   | 260                    | 3,59  | 1     |       |
| Europa Verde                         | Alessio Zanoni ✔️ Sindaco | 3 868                | 60,89              | 3 852   | 48,75   | 241                    | 3,33  | 1     |       |
| Movimento Casa Autonomia.eu          | Alessio Zanoni ✔️ Sindaco | 3 868                | 60,89              | 3 852   | 48,75   | 108                    | 1,49  | –     |       |
|                                      | Silvia Betta              | 2 484                | 39,11              | 2 320   | 29,36   | Fratelli d'Italia      | 724   | 10,01 | 2     |
| PATT+Autonomisti+Popolari            | Silvia Betta              | 2 484                | 39,11              | 2 320   | 29,36   | 607                    | 8,39  | 1     |       |
| Lista La Rocca - Uniti si cambia     | Silvia Betta              | 2 484                | 39,11              | 2 320   | 29,36   | 411                    | 5,68  | 1     |       |
| Progetto civico                      | Silvia Betta              | 2 484                | 39,11              | 2 320   | 29,36   | 212                    | 2,93  | –     |       |
| La Civica                            | Silvia Betta              | 2 484                | 39,11              | 2 320   | 29,36   | 154                    | 2,13  | –     |       |
|                                      | Maria Pia Molinari        | Maria Pia Molinari   | Maria Pia Molinari | 798     | 10,10   | Ora Riva               | 377   | 5,21  | –     |
| Ascolta Riva                         | Maria Pia Molinari        | Maria Pia Molinari   | Maria Pia Molinari | 798     | 10,10   | 319                    | 4,41  | –     |       |
| Seggio di coalizione                 | Seggio di coalizione      | Seggio di coalizione | Maria Pia Molinari | 798     | 10,10   | 1                      |       |       |       |
|                                      | Carlo Modena              | Carlo Modena         | Carlo Modena       | 713     | 9,02    | Lega Salvini Premier   | 323   | 4,46  | –     |
| Forza Italia                         | Carlo Modena              | Carlo Modena         | Carlo Modena       | 713     | 9,02    | 201                    | 2,78  | –     |       |
| Noi Progetto Per Riva Modena Sindaco | Carlo Modena              | Carlo Modena         | Carlo Modena       | 713     | 9,02    | 125                    | 1,73  | –     |       |
| Seggio di coalizione                 | Seggio di coalizione      | Seggio di coalizione | Carlo Modena       | 713     | 9,02    | 1                      |       |       |       |
|                                      | Paolo Grossi              | Paolo Grossi         | Paolo Grossi       | 116     | 1,47    | Rivanità               | 109   | 1,51  | –     |
|                                      | Luca Barbieri             | Luca Barbieri        | Luca Barbieri      | 102     | 1,29    | Forza del Popolo - FDP | 97    | 1,34  | –     |
| Totale                               | Totale                    | 6 352                | 100                | 7 901   | 100     |                        | 7 236 | 100   | 22    |

1. ↑  Include candidati di Sinistra Italiana
2. ↑  Include candidati di Azione

### San Giovanni di Fassa
| Candidati | Candidati                 | Voti  | %      | Liste             | Voti  | %      | Seggi |
| --------- | ------------------------- | ----- | ------ | ----------------- | ----- | ------ | ----- |
|           | Giulio Florian ✔️ Sindaco | 1 250 | 100,00 | Inant per Sèn Jan | 1 141 | 100,00 | 17    |
| Totale    | Totale                    | 1 250 | 100    |                   | 1 141 | 100    | 17    |

### San Michele all'Adige
| Candidati            | Candidati                    | Voti                 | %     | Liste                              | Voti  | %     | Seggi |
| -------------------- | ---------------------------- | -------------------- | ----- | ---------------------------------- | ----- | ----- | ----- |
|                      | Alessandro Ziglio ✔️ Sindaco | 1 136                | 57,14 | Lista civica Comunità e Territorio | 1 128 | 57,17 | 11    |
|                      | Nicola Chisté                | 852                  | 42,86 | Lista civica Insieme               | 845   | 42,83 | 5     |
| Seggio di coalizione | Seggio di coalizione         | Seggio di coalizione | 42,86 | 1                                  |       |       |       |
| Totale               | Totale                       | 1 988                | 100   |                                    | 1 973 | 100   | 17    |

1. ↑  Include candidati del Partito Autonomista Trentino Tirolese[6]
2. ↑  Include candidati del Partito Autonomista Trentino Tirolese[6]

### Storo
| Candidati        | Candidati                 | Voti  | %      | Liste | Voti  | %     | Seggi |
| ---------------- | ------------------------- | ----- | ------ | ----- | ----- | ----- | ----- |
|                  | Nicola Zontini ✔️ Sindaco | 1 802 | 100,00 | Fare  | 709   | 43,31 | 7     |
| Crescere Insieme | Nicola Zontini ✔️ Sindaco | 1 802 | 100,00 | 928   | 56,69 | 10    |       |
| Totale           | Totale                    | 1 802 | 100    |       | 1 637 | 100   | 17    |

### Terre d'Adige
| Candidati            | Candidati                  | Voti                 | %     | Liste                     | Voti  | %     | Seggi |
| -------------------- | -------------------------- | -------------------- | ----- | ------------------------- | ----- | ----- | ----- |
|                      | Fabio Bonadiman ✔️ Sindaco | 1 114                | 65,53 | Civicamente Terre d'Adige | 1 103 | 65,58 | 11    |
|                      | Katia Castellan            | 586                  | 34,47 | Uniamo Terre d'Adige      | 579   | 34,42 | 5     |
| Seggio di coalizione | Seggio di coalizione       | Seggio di coalizione | 34,47 | 1                         |       |       |       |
| Totale               | Totale                     | 1 700                | 100   |                           | 1 682 | 100   | 17    |

1. ↑  Include candidati della Lega

### Tione di Trento
| Candidati            | Candidati                   | Voti                 | %     | Liste             | Voti  | %     | Seggi |
| -------------------- | --------------------------- | -------------------- | ----- | ----------------- | ----- | ----- | ----- |
|                      | Eugenio Antolini ✔️ Sindaco | 1 498                | 75,81 | Punto su Tione    | 480   | 25,72 | 4     |
| Insieme per Tione    | Eugenio Antolini ✔️ Sindaco | 1 498                | 75,81 | 916               | 49,09 | 8     |       |
|                      | Michele Oss                 | 478                  | 24,19 | Tione Bene Comune | 470   | 25,19 | 4     |
| Seggio di coalizione | Seggio di coalizione        | Seggio di coalizione | 24,19 | 1                 |       |       |       |
| Totale               | Totale                      | 1 976                | 100   |                   | 1 866 | 100   | 17    |

### Trento
|                                             | Franco Ianeselli ✔️ Sindaco | 27 201               | 54,65 | Partito Democratico - PSI   | 11 080 | 24,64 | 12 |  |  |
| Campobase                                   | Franco Ianeselli ✔️ Sindaco | 27 201               | 54,65 | 4 446                       | 9,89   | 4     |    |  |  |
| Insieme per Trento                          | Franco Ianeselli ✔️ Sindaco | 27 201               | 54,65 | 4 013                       | 8,92   | 4     |    |  |  |
| Alleanza Verdi e Sinistra                   | Franco Ianeselli ✔️ Sindaco | 27 201               | 54,65 | 2 369                       | 5,27   | 2     |    |  |  |
| Intesa Per Ianeselli Sindaco                | Franco Ianeselli ✔️ Sindaco | 27 201               | 54,65 | 1 746                       | 3,88   | 1     |    |  |  |
| Sì Trento                                   | Franco Ianeselli ✔️ Sindaco | 27 201               | 54,65 | 1 373                       | 3,05   | 1     |    |  |  |
| Totale liste                                | Franco Ianeselli ✔️ Sindaco | 27 201               | 54,65 | 25 027                      | 55,65  | 24    |    |  |  |
|                                             | Ilaria Goio                 | 13 241               | 26,60 | Fratelli d'Italia           | 6 494  | 14,44 | 6  |  |  |
| Lega                                        | Ilaria Goio                 | 13 241               | 26,60 | 3 051                       | 6,78   | 2     |    |  |  |
| Forza Italia                                | Ilaria Goio                 | 13 241               | 26,60 | 1 931                       | 4,29   | 1     |    |  |  |
| Seggio di coalizione                        | Seggio di coalizione        | Seggio di coalizione | 26,60 | 1                           |        |       |    |  |  |
| Totale liste                                | Ilaria Goio                 | 13 241               | 26,60 | 11 476                      | 25,52  | 10    |    |  |  |
|                                             | Giulia Bortolotti           | 3 689                | 7,41  | Onda                        | 1 358  | 3,02  | 1  |  |  |
| Movimento 5 Stelle                          | Giulia Bortolotti           | 3 689                | 7,41  | 1 006                       | 2,24   | –     |    |  |  |
| Partito della Rifondazione Comunista        | Giulia Bortolotti           | 3 689                | 7,41  | 740                         | 1,65   | –     |    |  |  |
| Seggio di coalizione                        | Seggio di coalizione        | Seggio di coalizione | 7,41  | 1                           |        |       |    |  |  |
| Totale liste                                | Giulia Bortolotti           | 3 689                | 7,41  | 3 104                       | 6,90   | 2     |    |  |  |
|                                             | Claudio Geat                | 2 492                | 5,01  | Generazione Trento          | 2 333  | 5,19  | 1  |  |  |
| Seggio di coalizione                        | Seggio di coalizione        | Seggio di coalizione | 5,01  | 1                           |        |       |    |  |  |
|                                             | Andrea Demarchi             | 2 312                | 4,65  | Prima Trento                | 2 241  | 4,98  | –  |  |  |
| Seggio di coalizione                        | Seggio di coalizione        | Seggio di coalizione | 4,65  | 1                           |        |       |    |  |  |
|                                             | Simonetta Gabrielli         | 835                  | 1,68  | Democrazia Sovrana Popolare | 789    | 1,75  | –  |  |  |
| Totale                                      | Totale                      | 49 770               | 100   |                             | 44 970 | 100   | 39 |  |  |
|                                             |                             |                      |       |                             |        |       |    |  |  |
| Fonte: Regione autonoma Trentino-Alto Adige |                             |                      |       |                             |        |       |    |  |  |

1. ↑  Include candidati di Casa Autonomia, Più Europa, Italia Viva e Azione
2. ↑  Include candidati di Autonomisti Popolari
3. ↑  Include candidati del Partito Autonomista Trentino Tirolese, della La Civica e di Noi Trento (Lista Fugatti).

### Vallelaghi
| Candidati            | Candidati                | Voti                 | %     | Liste               | Voti  | %     | Seggi |
| -------------------- | ------------------------ | -------------------- | ----- | ------------------- | ----- | ----- | ----- |
|                      | Lorenzo Miori ✔️ Sindaco | 1 646                | 58,10 | Progetto Vallelaghi | 1 523 | 57,54 | 11    |
|                      | Silvano Beatrici         | 1 187                | 41,90 | Futuro Vallelaghi   | 1 124 | 42,46 | 5     |
| Seggio di coalizione | Seggio di coalizione     | Seggio di coalizione | 41,90 | 1                   |       |       |       |
| Totale               | Totale                   | 2 833                | 100   |                     | 2 647 | 100   | 17    |

### Villa Lagarina
| Candidati        | Candidati                 | Voti  | %     | Liste                            | Voti  | %     | Seggi |
| ---------------- | ------------------------- | ----- | ----- | -------------------------------- | ----- | ----- | ----- |
|                  | Julka Giordani ✔️ Sindaco | 1 107 | 54,26 | Comunità nuova                   | 1 064 | 55,62 | 11    |
|                  | Maurizio Toldo            | 933   | 45,74 | Alleanza Democratica Autonomista | 347   | 18,14 | 2     |
| Futuro in Comune | Maurizio Toldo            | 933   | 45,74 | 502                              | 26,24 | 3     |       |
| Totale           | Totale                    | 2 040 | 100   |                                  | 1 913 | 100   | 22    |

1. ↑  Include candidati del Partito Autonomista Trentino Tirolese e del Partito Democratico

### Ville d'Anaunia
| Candidati            | Candidati                  | II turno             | II turno         | I turno | I turno | Liste                         | Voti  | %     | Seggi |
| Candidati            | Candidati                  | Voti                 | %                | Voti    | %       | Liste                         | Voti  | %     | Seggi |
| -------------------- | -------------------------- | -------------------- | ---------------- | ------- | ------- | ----------------------------- | ----- | ----- | ----- |
|                      | Fausto Pallaver ✔️ Sindaco | 1 227                | 50,56            | 906     | 33,07   | Insieme siamo Ville d'Anaunia | 491   | 19,19 | 7     |
| Idee in Comune       | Fausto Pallaver ✔️ Sindaco | 1 227                | 50,56            | 906     | 33,07   | 340                           | 13,29 | 4     |       |
|                      | Giuliano Ghezzi            | 1 200                | 49,44            | 932     | 34,01   | Visione comune                | 871   | 34,05 | –     |
| Seggio di coalizione | Seggio di coalizione       | Seggio di coalizione | 49,44            | 932     | 34,01   | 1                             |       |       |       |
|                      | Samuel Valentini           | Samuel Valentini     | Samuel Valentini | 902     | 32,92   | Obiettivo sviluppo            | 856   | 33,46 | 2     |
| Seggio di coalizione | Seggio di coalizione       | Seggio di coalizione | Samuel Valentini | 902     | 32,92   | 1                             |       |       |       |
| Totale               | Totale                     | 2 427                | 100              | 2 740   | 100     |                               | 2 558 | 100   | 17    |

### Volano
| Candidati            | Candidati                  | II turno             | II turno        | I turno | I turno | Liste                       | Voti  | %     | Seggi |
| Candidati            | Candidati                  | Voti                 | %               | Voti    | %       | Liste                       | Voti  | %     | Seggi |
| -------------------- | -------------------------- | -------------------- | --------------- | ------- | ------- | --------------------------- | ----- | ----- | ----- |
|                      | Emanuele Volani ✔️ Sindaco | 829                  | 53,35           | 777     | 45,04   | Centro Autonomista Popolare | 381   | 24,07 | 6     |
| Progetto Comune      | Emanuele Volani ✔️ Sindaco | 829                  | 53,35           | 777     | 45,04   | 339                         | 21,42 | 5     |       |
|                      | Ortombina Walter           | 725                  | 46,65           | 642     | 37,22   | PATT                        | 234   | 14,78 | 1     |
| Rinnoviamo Volano    | Ortombina Walter           | 725                  | 46,65           | 642     | 37,22   | 338                         | 21,35 | 2     |       |
| Seggio di coalizione | Seggio di coalizione       | Seggio di coalizione | 46,65           | 642     | 37,22   | 1                           |       |       |       |
|                      | Alberto Tovazzi            | Alberto Tovazzi      | Alberto Tovazzi | 306     | 17,74   | Volano Democratica          | 291   | 18,38 | 1     |
| Seggio di coalizione | Seggio di coalizione       | Seggio di coalizione | Alberto Tovazzi | 306     | 17,74   | 1                           |       |       |       |
| Totale               | Totale                     | 1 554                | 100             | 1 725   | 100     |                             | 1 583 | 100   | 22    |

1. ↑  Include candidati del Partito Democratico